# Teater Interakt
Teater Interakt (skrivs InterAkt) är en fri teatergrupp med säte i Malmö, grundad år 2005. Sedan år 2014 ingår även communityteatern Malmö communityteater (Mct) i verksamheten.

## Teater InterAkt
Teatern startades och leds av skådespelaren Nina Norén och regissören Sara Larsdotter Hallqvist 2005 med tydligt samhällsengagemang och fokus på rättvisefrågor, jämställdhet och principen om alla människors lika värde. Gruppen lyfter fram samhällsfrågor och -grupper för belysning och interaktion, åtföljt av samtal, workshops, seminarier, debatter och festivaler med publiken. Föreställningarna baserar sig på dokumentärt material via intervjuer, workshops, möten och samarbeten i en strävan att låta enskilda personers konkreta erfarenheter få rum på scen för att "skapa dialog i människan, mellan människor och mellan människa och samhälle". 
Teatern fungerar även som en plattform för internationella utbyten med teatrar i flera länder. Teatern har ingen egen scen utan turnerar runt Sverige och internationellt. Man skapar även bland annat årliga forumspel för studenter med flera i samarbete med Lunds universitet. Hösten 2011 arrangerade man i Lund den internationella teaterfestivalen "Den tredje åldern" om åldrandet.
Som exempel på arbetsformen kan nämnas en inledande trilogi utifrån olika svåra samhällsämnen:
- Songs From the Silent Voice (2007) om livskris, psykisk sjukdom och psykvård.
- Rymden emellan (2010) om demenssjukdom, äldrevård och mötet med döden.[5]
- Malmökoden – Instruktionsbok till parallellsamhället (2014) om papperslöshet med möten mellan tjänstemän från socialförvaltning, polis och människor utan papper.[6]

- No border musical (2012–13), en musikteaterföreställning om ett framtidsperspektiv utan landgränser eller åtskillnad, gästspelade bland annat på Dramaten 2013.[7]

## Malmö communityteater
I de senare produktionerna medverkade också flera asylsökande och papperslösa från olika länder. Det tillsammans med den ökande flyktingkrisen i Europa ledde 2014 till skapandet av en särskild communityteater, Malmö communityteater, för fortsatt fokusering på dessa områden, där professionella och andra arbetar tillsammans via teaterträning, utformning och genomförande av föreställningar. Man bedriver även utforskande fördjupningsprojekt som Blanka papper.